# Route nationale 17
Die N17 ist eine französische Nationalstraße, die 1824 zwischen der N2 bei Gonesse und der belgischen Grenze bei Menen verlief. Sie geht auf die Route impériale 18 zurück. Ihre Länge betrug 230,5 Kilometer. 1968 wurde sie durch den Bau des Flughafens Lille-Lesquin unterbrochen. Der Abschnitt zwischen Péronne und der Kreuzung mit der N44bis wurde 1973 abgestuft. 1978 übernahm sie die Trasse der N2 bis Le Bourget, da die N2 wegen eines Flughafenneubaues südlich verlegt wurde, und wurde zwischen Péronne und Lille neu trassiert:
- N 2 Le Bourget – Kreuzung mit N17
- N 17 Kreuzung mit N2 – Péronne
- N 37 Péronne – Arras
- N 25B Nordumgehung von Arras
- N 25 Arras – Umgehung von Carvin
- N 25A Südumgehung von Carvin – A1 (Anschlussstelle 18)
- unterbrochen durch A1
- N 17 Lille – belgische Grenze

Dabei übernahm die N43 den Abschnitt zwischen Cambrai und Douai und die N44 den Abschnitt zwischen der Kreuzung mit der N44bis und Cambrai. 2006 wurde sie bis auf den Abschnitt zwischen der auf der Nordumgehung von Arras verlaufenden N25 und dem Ende der A221 in Lens abgestuft. Dieser ist teilweise als Schnellstraße ausgebaut und wird weiter ausgebaut.

## Streckenführung
| Position | km  | höchste zulässige Gesamtgeschwindigkeit | Fahrbahnen           | Typ                      | Breitengrad | Längengrad |
| -------- | --- | --------------------------------------- | -------------------- | ------------------------ | ----------- | ---------- |
| 1        | 110 | 2                                       | Beginn der Autobahn  | A211                     | 50.4149     | 2.8227     |
| 2        | 110 | 2 (3)                                   |                      | Avion/ZAC des Glissoires | 50.4133     | 2.8228     |
| 3        | 110 | 2 (3)                                   |                      | Avion (Stadt)            | 50.4088     | 2.8230     |
| 4        | 110 | 2 (3)                                   |                      | Mérimont                 | 50.4011     | 2.8250     |
| 5        | 110 | 2                                       |                      |                          | 50.3827     | 2.8021     |
| 6        | 110 | 2                                       | Kreisverkehr         | Vimy                     | 50.3512     | 2.7874     |
| 7        | 110 | 2                                       | Normaler Abschnitt   |                          | 50.3460     | 2.7848     |
| 8        | 110 | 2                                       | Teil-Anschlussstelle | A 26                     | 50.3437     | 2.7837     |
| 9        | 110 | 2                                       | Teil-Anschlussstelle | Écurie Roclincourt       | 50.3277     | 2.7771     |
| 10       | 110 | 2                                       | Teil-Anschlussstelle | rocade d’Arras           | 50.3206     | 2.7728     |
| 11       | 110 | 2                                       | Teil-Anschlussstelle | rocade d’Arras – N425    | 50.3172     | 2.7739     |
| 12       | 110 | 2                                       | Ende der Autobahn    | D917_62                  | 50.3172     | 2.7739     |